# Gunniopsis quadrifida
Gunniopsis quadrifida är en isörtsväxtart som först beskrevs av Ferdinand von Mueller, och fick sitt nu gällande namn av Alfred James Ewart. Gunniopsis quadrifida ingår i släktet Gunniopsis och familjen isörtsväxter. Inga underarter finns listade i Catalogue of Life.